# PGC 2101873
LEDA/PGC 2101873 ist eine Galaxie im Sternbild Luchs am Nordsternhimmel, die schätzungsweise 1,2 Milliarden Lichtjahre von der Milchstraße entfernt ist.

Im selben Himmelsareal befinden sich u. a. die Galaxien IC 2221, IC 2222, IC 2224.